# Ogmodon vitianus
Ogmodon vitianus is een slang uit de familie koraalslangachtigen (Elapidae) en de onderfamilie Elapinae.

## Naam en indeling
De wetenschappelijke naam van de soort werd voor het eerst voorgesteld door Wilhelm Peters in 1864. Het is de enige soort uit het monotypische geslacht Ogmodon.

## Levenswijze
De vrouwtjes zijn eierleggend en produceren legsels van twee tot drie eieren. Op het menu staan regenwormen en andere ongewervelde dieren zoals de larven van insecten.

## Verspreiding en habitat
De soort komt voor in delen van Azië en leeft endemisch op Fiji, en alleen op het eiland Viti Levu. De habitat bestaat uit vochtige tropische en subtropische bossen. Ook in door de mens aangepaste streken zoals landelijke tuinen kan de slang worden aangetroffen.

## Beschermingsstatus
Door de internationale natuurbeschermingsorganisatie IUCN is de beschermingsstatus 'bedreigd' toegewezen (Endangered of EN).